# 图德拉
图德拉（西班牙語：Tudela）是西班牙纳瓦拉的一个市镇，位于埃布罗河沿岸。总面积215平方公里，总人口29918人（2001年），人口密度139人/平方公里，是纳瓦拉人口第二大城市。学者阿伯拉罕·伊本·埃兹拉、米格尔·塞尔韦特、狮心王理查的王后纳瓦拉的贝伦加丽亚等人均出生于此。

## 著名人物
- 阿伯拉罕·伊本·埃兹拉，犹太学者
- 米格尔·塞尔韦特，学者
- 纳瓦拉的贝伦加丽亚，狮心王理查的王后
- 拉斐尔·莫内欧，建筑师

## 友好城市
- 法國 蒙德马桑